# Monsieur Breloque a disparu
Pour plus de détails, voir Fiche technique et Distribution.
Monsieur Breloque a disparu est un film français réalisé par Robert Péguy, sorti en 1938.

## Synopsis
Le brave Monsieur Breloque a pour ami Pierre Martel, un détective privé. Quand celui-ci lui demande de le remplacer pendant quelque temps, Breloque, bien que n'ayant aucune compétence en la matière, accepte. Il va au devant d'aventures et de mésaventures mais aussi d'heureuses surprises...

## Fiche technique
- Titre : Monsieur Breloque a disparu
- Réalisation : Robert Péguy
- Scénario : Jean Guitton d'après la pièce en quatre actes Dicky (1923), de Paul Armont, Marcel Gerbidon et Jean Manoussi, parue dans les nos  2041-2044 de la revue Les Annales
- Décors : Émile Duquesne
- Photographie : Jean Bachelet
- Son : Louis Kieffer
- Musique : Henri Verdun
- Production : Charles Battesti et Robert Péguy
- Société de production : B.A.P. Films
- Pays de production :  France
- Format : Noir et blanc - Son mono - 1,37:1 - 35 mm
- Genre : Comédie
- Date de sortie : 
  - France : 30 mars 1938

## Distribution
- Lucien Baroux : Monsieur Breloque
- Marcel Simon : le comte de Brazeuil
- Suzy Pierson : la comtesse de Brazeuil
- Gabrielle Dorziat :  la baronne Granger
- André Bervil : Pierre Martel, le détective
- Junie Astor : Francine, la fiancée de Pierre Martel
- Foun-Sen : Thi-Hou
- Raymond Galle : le fils
- Marguerite Pierry : Hermance Piégeois
- Jean Brochard
- Rivers Cadet
- Pauline Carton
- Elisa Ruis
- Robert Seller
- Jean Peyrière